# Dolina Środkowego Bugu

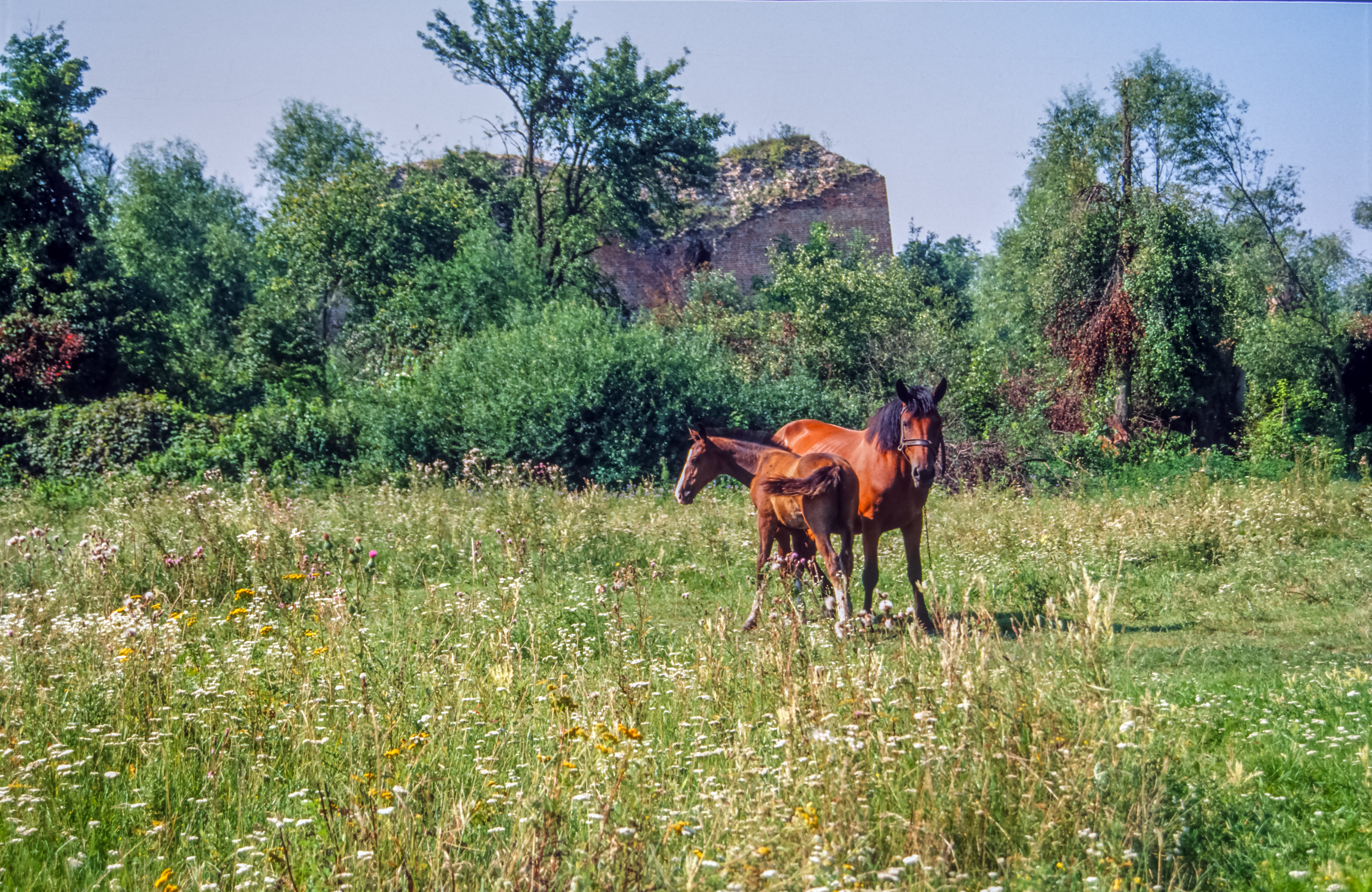
Ruiny zamku w Kryłowie położone na terenie obszaru

Dolina Środkowego Bugu (kod obszaru PLB060003) – obszar specjalnej ochrony ptaków sieci Natura 2000 o powierzchni 28 096,55 ha, położony w województwie lubelskim na terenie gmin:
- Kodeń (2416,5 ha)
- Sławatycze (2034,2 ha)
- Terespol (389,4 ha)
- Dorohusk (3442,6 ha)
- Dubienka (1911,8 ha)
- Ruda-Huta (1025,6 ha)
- Dołhobyczów (77,2 ha)
- Horodło (3999,6 ha)
- Hrubieszów (gmina wiejska) (2159 ha)
- Hrubieszów (2,1 ha)
- Mircze (968,7 ha)
- Hanna (2458,7 ha)
- Włodawa (3730,1 ha)
- Wola Uhruska (3481,0 ha)

Obszar obejmuje odcinek doliny Bugu między okolicą miejscowości Gołębie (gdzie rzeka, płynąca wcześniej przez terytorium Ukrainy, staje się rzeką graniczną) a Terespolem.
Spora część obszaru leży na terenie innych wielkopowierzchniowych form ochrony przyrody – parków krajobrazowych i obszarów chronionego krajobrazu, takich jak Nadbużański Obszar Chronionego Krajobrazu (16,71% powierzchni „Doliny Środkowego Bugu”) czy Poleski Obszar Chronionego Krajobrazu (15,94%). Ponadto na terenie obszaru znajdują się rezerwaty przyrody Małoziemce i „Sugry” imienia Janusza Szostakiewicza.
Do lęgów przystępuje tu przynajmniej 1% krajowej populacji następujących gatunków ptaków: błotniak łąkowy, bocian biały, derkacz, dzięcioł białoszyi, rybitwa białowąsa, rybitwa czarna, zimorodek, brodziec piskliwy, krwawodziób, rybitwa białoskrzydła, rycyk; stosunkowo licznie występują: bąk, błotniak stawowy, podróżniczek i jarzębatka. Ponadto odbywa tu swoje lęgi ponad 5% krajowej populacji brzegówki.